# Chrysophyllum roxburghii
Chrysophyllum roxburghii – gatunek drzew należących do rodziny sączyńcowatych. Występuje w Azji, na obszarze Malezji, Indonezji i Papui-Nowej Gwinei. Owoce drzewa są jadalne. Gatunek znany lokalnie pod nazwą lawulu.